# 560
سنة 560 م (بالأرقام الرومانية: DLX) كانت سنة كبيسة تبدأ يوم الخميس (الرابط يظهر نموذج الجدول الزمني الكامل للسنة) من التقويم اليولياني. بدأت تسمية السنة ب560 منذ العصور الوسطى المبكرة، عندما أصبح تقويم أنو دوميني هو الأسلوب السائد في أوروبا لتسمية السنوات.

## مواليد
- إيزيدور الإشبيلي
- صفرونيوس
- الخطاب بن نفيل

## وفيات
- أودوين ملك اللومبارد
- ساينرك ملك وسكس